# 松下紗耶未
松下 紗耶未（まつした さやみ、1982年4月1日 - ）は、大分県日田市出身の女性アーチェリー選手。2004年アテネオリンピックアーチェリー個人、団体日本代表。近畿大学卒業。

## 国内略歴
- 1997年 高校総体3位
- 1998年 高校選抜優勝
- 1998年 高校総体3位
- 1999年 高校総体優勝
- 1999年 国体優勝
- 2001年 全日本学生選手権優勝
- 2002年 全日本選手権3位
- 2003年 国体優勝

## 国際大会略歴
- 2002年 釜山アジア大会5位
- 2003年 世界選手権団体2位
- 2004年 アテネオリンピック出場